# Cachipay
Cachipay è un comune della Colombia facente parte del dipartimento di Cundinamarca.
Il centro abitato venne fondato nel XIX secolo, mentre l'istituzione del comune è del 26 novembre 1982.